# Campeonato Africano de Lucha de 2012
El Campeonato Africano de Lucha se celebró en Marrakech (Marruecos) el 12 de marzo de 2012 bajo la organización de la Federación Internacional de Luchas Asociadas (FILA).

## Resultados

### Lucha grecorromana masculina
| Evento | Oro                          | Plata                                | Bronce                                                               |
| ------ | ---------------------------- | ------------------------------------ | -------------------------------------------------------------------- |
| 55 kg  | Dominic Nmale Nigeria        | Mohamed Bouterfassa Argelia          | Mohamed Ibrahim Mohamed · Egipto · ----                              |
| 60 kg  | Abouhalima Al-Sa'id · Egipto | Smail Benhachem Marruecos            | Christopher Clark Nigeria ----                                       |
| 66 kg  | Mohamed Reda Hafez · Egipto  | Mohamed Serir Argelia                | Jihad Khelifi Túnez ---                                              |
| 74 kg  | Zied Ayet Ikram Túnez        | Abdelkrim Ouakal Argelia             | Abdulai Karim Kalokoh · Sierra Leona · Mohamed Seddik Ahmed · Egipto |
| 84 kg  | Haykel Achouri Túnez         | Messaoud Zeghdane Argelia            | Said Moulla · Marruecos · Mohamed Ahmed Ismail · Egipto              |
| 96 kg  | Hassine Ayari Túnez          | David Fukuabo Namibia                | Ahmed Mohamed Ibrahim Saad · Egipto · ----                           |
| 120 kg | Ochieng Kanga Hollis Kenia   | Hamdy Moustafa Abd El Wahab · Egipto | Radhouane Chebbi Túnez ----                                          |

### Lucha libre masculina
| Evento | Oro                         | Plata                            | Bronce                                                        |
| ------ | --------------------------- | -------------------------------- | ------------------------------------------------------------- |
| 55 kg  | Adama Diatta Senegal        | Bienvenu Andriamalala Madagascar | Naatele Shilimela · Namibia · Mohamed Mohamed Hassan · Egipto |
| 60 kg  | Victor Firstman Nigeria     | Jean Bernard Diatta Senegal      | Abderrahim Sayeh Argelia Gabriel Obada Awono Camerún          |
| 66 kg  | Hassan Madani · Egipto      | Haithem Ben Alayech Túnez        | Victor Solobadiate Diatta Senegal Gaston Taocreno Chad        |
| 74 kg  | Augusto Midana Guinea-Bisáu | Mohamed Bassem Argelia           | Bernard Andrianirinamalala Madagascar Bilel Ouechtati Túnez   |
| 84 kg  | Adnan Rhimi Túnez           | Mohamed Riad Louafi Argelia      | Mohamed Ahmed Ismail · Egipto · Malik Djakna · Chad           |
| 96 kg  | Sinivie Boltic Nigeria      | Elvis Nfouke Camerún             | Angula Shikongo · Namibia · Hassan Mostafa Abd El Al · Egipto |
| 120 kg | El-Desoky Ismail · Egipto   | Malik NDiaye Senegal             | Claude Kouamen Mbianga Camerún ----                           |

### Lucha libre femenina
| Evento | Oro                                   | Plata                        | Bronce                                                   |
| ------ | ------------------------------------- | ---------------------------- | -------------------------------------------------------- |
| 48 kg  | Rebecca Muambo Camerún                | Isabelle Sambou Senegal      | Sammy Oziti Nigeria Maroi Mezien Túnez                   |
| 51 kg  | Selma Jemaii Túnez                    | ----                         | ---- ----                                                |
| 55 kg  | Marwa Amri Túnez                      | Musibau Adekanbi Nigeria     | Rokhayatou Sonko · Senegal · Noura Khalil Hamid · Egipto |
| 59 kg  | Daimounm Ghariba Marruecos            | Joseph Essombe Taiko Camerún | Rozinet Aissatou Chad ----                               |
| 63 kg  | Jacira Francisco Mendoca Guinea-Bisáu | Aminat Adeniyi Nigeria       | Nadia 2 Moussaoui · Argelia · Enas Mostafa · Egipto      |
| 67 kg  | Ifeoma Iheanacho Nigeria              | Wafa Cherni Túnez            | Edouka Irene Ngadi · Camerún · Nadia Antar · Egipto      |
| 72 kg  | Oliviane Bassene Senegal              | Laure Ali Camerún            | Josiane Patricia Soloniaina Madagascar                   |